# Amphisphaeriaceae
Famille
Les Amphisphaeriaceae sont une famille de champignons ascomycètes de l'ordre des Xylariales qui contient une quarantaine de genres.

## Liste des genres
Selon Catalogue of Life (19 août 2014) :
- genre Adisciso
- genre Allelochaeta
- genre Amphichaeta
- genre Amphisphaerella
- genre Amphisphaeria
- genre Arecophila
- genre Atrotorquata
- genre Bartalinia
- genre Basipilus
- genre Bleptosporium
- genre Blogiascospora
- genre Broomella
- genre Cainia
- genre Cannonia
- genre Capsulospora
- genre Ceriophora
- genre Ceriospora
- genre Chitonospora
- genre Clypeophysalospora
- genre Coryneopsis
- genre Cryptostictis
- genre Diploceras
- genre Discosia
- genre Discosiopsis
- genre Discostroma
- genre Distorimula
- genre Doliomyces
- genre Dyrithiopsis
- genre Dyrithium
- genre Ellurema
- genre Flagellosphaeria
- genre Frondispora
- genre Funiliomyces
- genre Griphosphaerella
- genre Griphosphaeria
- genre Griphosphaerioma
- genre Hyalotia
- genre Hyalotiopsis
- genre Hymenopleella
- genre Immersidiscosia
- genre Iodosphaeria
- genre Kellermanniopsis
- genre Labridella
- genre Lanceispora
- genre Leiosphaerella
- genre Lepteutypa
- genre Leptina
- genre Leptocoryneum
- genre Macrothelia
- genre Manokwaria
- genre Massariella
- genre Merrilliopeltis
- genre Monochaetia
- genre Monochaetinula
- genre Monographella
- genre Morinia
- genre Neobroomella
- genre Neohypodiscus
- genre Ommatomyces
- genre Oxydothis
- genre Paracainiella
- genre Paradidymella
- genre Pemphidium
- genre Pestalosphaeria
- genre Pestalotia
- genre Pestalotiopsis
- genre Pestalozzina
- genre Phlogicylindrium
- genre Phorcys
- genre Phragmodothella
- genre Reticulosphaeria
- genre Sarcostroma
- genre Seimatoantlerium
- genre Seimatosporium
- genre Seiridium
- genre Sporocadus
- genre Synnemapestaloides
- genre Truncatella
- genre Urosporella
- genre Urosporellopsis
- genre Xylochora
- genre Zetiasplozna

## Liste des genres, espèces et non-classés
Selon NCBI (19 août 2014) :
- genre Adisciso
  - Adisciso kaki
  - Adisciso tricellulare
  - Adisciso yakushimense
- genre Amphisphaeria
  - Amphisphaeria umbrina
- genre Arecophila
  - Arecophila bambusae
- genre Atrotorquata
  - Atrotorquata lineata
- genre Bartalinia
  - Bartalinia bischofiae
  - Bartalinia lateripes
  - Bartalinia laurina
  - Bartalinia pondoensis
  - Bartalinia robillardoides
- genre Brachysporiella
  - Brachysporiella gayana
- genre Cainia
  - Cainia graminis
- genre Capsulospora
- genre Discosia
  - Discosia artocreas
  - Discosia fraxinea
  - Discosia pini
  - Discosia pseudoartocreas
- genre Discostroma
  - Discostroma botan
  - Discostroma fuscellum
  - Discostroma stoneae
  - Discostroma tosta
  - Discostroma tostum
- genre Dyrithiopsis
  - Dyrithiopsis lakefuxianensis
- genre Ellurema
  - Ellurema indica
- genre Funiliomyces
  - Funiliomyces biseptatus
- genre Immersidiscosia
  - Immersidiscosia eucalypti
- genre Lanceispora
- genre Leiosphaerella
  - Leiosphaerella amomi
  - Leiosphaerella lycopodina
  - Leiosphaerella praeclara
- genre Lepteutypa
  - Lepteutypa cupressi
- genre Monochaetia
  - Monochaetia camelliae
  - Monochaetia kansensis
  - Monochaetia karstenii
  - Monochaetia monochaeta
  - cf. Monochaetia sp. POPeuph03
  - cf. Monochaetia sp. POPeuph23
- genre Oxydothis
  - Oxydothis cyrtostachicola
  - Oxydothis daemonoropsicola
  - Oxydothis frondicola
  - Oxydothis hoehnelii
  - Oxydothis inaequalis
  - Oxydothis ragae
- genre Pestalosphaeria
  - Pestalosphaeria elaeidis
  - Pestalosphaeria hansenii
- genre Pestalotia
  - Pestalotia aceris
  - Pestalotia aletridis
  - Pestalotia algeriensis
  - Pestalotia bicolor
  - Pestalotia cinchonae
  - Pestalotia gaurae
  - Pestalotia lambertiae
  - Pestalotia lawsoniae
  - Pestalotia palmarum
  - Pestalotia pampeana
  - Pestalotia rhododendri
  - Pestalotia subcuticularis
  - Pestalotia thujae
  - Pestalotia vaccinii
- genre Pestalotiopsis
  - Pestalotiopsis acaciae
  - Pestalotiopsis adusta
  - Pestalotiopsis aeruginea
  - Pestalotiopsis albomaculans
  - Pestalotiopsis aloes
  - Pestalotiopsis anacardiacearum
  - Pestalotiopsis aquatica
  - Pestalotiopsis asiatica
  - Pestalotiopsis besseyi
  - Pestalotiopsis bicilia
  - Pestalotiopsis briosiana
  - Pestalotiopsis calabae
  - Pestalotiopsis camelliae
  - Pestalotiopsis carveri
  - Pestalotiopsis caudata
  - Pestalotiopsis chinensis
  - Pestalotiopsis chrysea
  - Pestalotiopsis citrina
  - Pestalotiopsis clavata
  - Pestalotiopsis clavispora
  - Pestalotiopsis clusiae
  - Pestalotiopsis cocculi
  - Pestalotiopsis coffeae
  - Pestalotiopsis conigena
  - Pestalotiopsis crassiuscula
  - Pestalotiopsis cruenta
  - Pestalotiopsis cryptomeriae
  - Pestalotiopsis dichaeta
  - Pestalotiopsis diospyri
  - Pestalotiopsis disseminata
  - Pestalotiopsis diversiseta
  - Pestalotiopsis ellipsospora
  - Pestalotiopsis eriobotrifolia
  - Pestalotiopsis fici
    - non-classé Pestalotiopsis fici W106-1

  - Pestalotiopsis flavidula
  - Pestalotiopsis foedans
  - Pestalotiopsis fuchsiae
  - Pestalotiopsis funerea
  - Pestalotiopsis funereoides
  - Pestalotiopsis furcata
  - Pestalotiopsis glandicola
  - Pestalotiopsis gracilis
  - Pestalotiopsis guepinii
  - Pestalotiopsis hainanensis
  - Pestalotiopsis hangzhouensis
  - Pestalotiopsis heterocornis
  - Pestalotiopsis inflexa
  - Pestalotiopsis intermedia
  - Pestalotiopsis ixorae
  - Pestalotiopsis japonica
  - Pestalotiopsis jesteri
  - Pestalotiopsis karstenii
  - Pestalotiopsis kunmingensis
  - Pestalotiopsis lespedezae
  - Pestalotiopsis leucothoes
  - Pestalotiopsis linearis
  - Pestalotiopsis longiseta
  - Pestalotiopsis longisetula
  - Pestalotiopsis maculans
  - Pestalotiopsis maculiformans
  - Pestalotiopsis malicola
  - Pestalotiopsis mangiferae
  - Pestalotiopsis mangifolia
  - Pestalotiopsis matildae
  - Pestalotiopsis menezesiana
  - Pestalotiopsis microspora
  - Pestalotiopsis millettiae
  - Pestalotiopsis neglecta
  - Pestalotiopsis olivacea
  - Pestalotiopsis osyridis
  - Pestalotiopsis oxyanthi
  - Pestalotiopsis paeoniae
  - Pestalotiopsis paeoniicola
  - Pestalotiopsis pallidotheae
  - Pestalotiopsis palmarum
  - Pestalotiopsis palustris
  - Pestalotiopsis pauciseta
  - Pestalotiopsis photiniae
  - Pestalotiopsis podocarpi
  - Pestalotiopsis protearum
  - Pestalotiopsis psidii
  - Pestalotiopsis rhododendri
  - Pestalotiopsis rosea
  - Pestalotiopsis samarangensis
  - Pestalotiopsis saprophytica
  - Pestalotiopsis scirpina
  - Pestalotiopsis sinensis
  - Pestalotiopsis sorbi
  - Pestalotiopsis stellata
  - Pestalotiopsis steyaertii
  - Pestalotiopsis sydowiana
  - Pestalotiopsis theae
  - Pestalotiopsis trachicarpicola
  - Pestalotiopsis umbrinospora
  - Pestalotiopsis unicolor
  - Pestalotiopsis uvicola
  - Pestalotiopsis verruculosa
  - Pestalotiopsis versicolor
  - Pestalotiopsis virgatula
  - Pestalotiopsis virginiana
  - Pestalotiopsis vismiae
  - Pestalotiopsis westerdijkii
  - Pestalotiopsis yunnanensis
  - Pestalotiopsis zonata
- genre Sarcostroma
  - Sarcostroma bisetulatum
  - Sarcostroma lomatiae
  - Sarcostroma restionis
- genre Seimatoantlerium
- genre Seimatosporium
  - Seimatosporium azaleae
  - Seimatosporium biseptatum
  - Seimatosporium botan
  - Seimatosporium discosioides
  - Seimatosporium elegans
  - Seimatosporium eucalypti
  - Seimatosporium falcatum
  - Seimatosporium foliicola
  - Seimatosporium glandigenum
  - Seimatosporium grevilleae
  - Seimatosporium hakeae
  - Seimatosporium hypericinum
  - Seimatosporium kriegerianum
  - Seimatosporium leptospermi
  - Seimatosporium mariae
  - Seimatosporium obtusum
  - Seimatosporium parasiticum
  - Seimatosporium pezizoides
  - Seimatosporium vaccinii
  - Seimatosporium walkeri
- genre Seiridium
  - Seiridium banksiae
  - Seiridium cardinale
  - Seiridium ceratosporum
  - Seiridium cupressi
  - Seiridium eucalypti
  - Seiridium papillatum
  - Seiridium phylicae
  - Seiridium podocarpi
  - Seiridium unicorne
- genre Truncatella
  - Truncatella angustata
  - Truncatella betulae
  - Truncatella conorum-piceae
  - Truncatella hartigii
  - Truncatella helichrysi
  - Truncatella laurocerasi
  - Truncatella megaspora
  - Truncatella restionacearum
  - Truncatella spadicea
- genre Zetiasplozna
  - Zetiasplozna acaciae